# サンドロ・ラミレス
サンドロ・ラミレス・カスティージョ（Sandro Ramírez Castillo, 1995年7月9日 - ）は、スペイン・ラス・パルマス出身のサッカー選手。UDラス・パルマス所属。ポジションはフォワード。

## 経歴

### クラブ
故郷のクラブであるUDラス・パルマスでキャリアをスタートさせた。2009年に14歳でFCバルセロナのユースチームに加入し、2013-14シーズンにFCバルセロナBに昇格。2014年8月31日のビジャレアル戦でトップチーム初得点を記録すると2015-16シーズンからFCバルセロナのトップチームに昇格した。2015年12月2日のコパ・デル・レイ・CFビジャノベンセ戦では初のハットトリックを達成した。
2016年7月7日、フリーでマラガCFに移籍することが発表された。
2017年7月3日、エヴァートンFCへ移籍することが発表され、契約期間は4年である。
2018年1月30日、セビージャFCにシーズン終了までのレンタル移籍が発表された。翌31日、メディカルチェックを通過し、正式にセビージャFCに加入することになった。
2018年8月30日、レアル・ソシエダにレンタル移籍。
2019年7月3日、レアル・バリャドリードへのローン移籍で合意した。
2020年10月5日、SDウエスカにフリー移籍で加入し、3年契約を結んだ。
2021年8月2日、ヘタフェCFにレンタル移籍。
2022年8月22日、UDラス・パルマスに買い取りオプション付きのローン移籍で13年ぶりに故郷のクラブに復帰することが発表された。2022-23シーズン終了後、ラス・パルマスへの完全移籍が決定し、3年契約を交わした。

### 代表
2011年から2017年にかけてスペイン代表として各年代でプレーしていた。

## タイトル

### クラブ
FCバルセロナ
- プリメーラ・ディビシオン：2回 (2014-15, 2015-16)
- コパ・デル・レイ：2回 (2014–15, 2015-16)
- UEFAチャンピオンズリーグ：1回 (2014-15)
- UEFAスーパーカップ：1回 (2015)
- FIFAクラブワールドカップ：1回 (2015)

## 代表歴
- U-21スペイン代表
  - UEFA U-21欧州選手権（2017年）